# K.U.R.S.
KURS (Konzeption zum Umgang mit rückfallgefährdeten Sexualstraftätern, ursprünglich K.U.R.S.) ist ein im Jahre 2007 vom Bundesland Niedersachsen eingerichtetes Programm zur Überwachung entlassener Sexualstraftäter.
Niedersachsen war damit nach Bayern das zweite Bundesland, dass eine solche Konzeption einführte. In den Folgejahren führten alle Bundesländer vergleichbare Konzeptionen ein.

## Ziel und Methoden
Ziel der Konzeption ist die Verringerung des Rückfallrisikos von Sexualstraftäterinnen oder Sexualstraftätern, die unter Führungsaufsicht stehen. Zur Verfolgung dieses Ziels dient eine umfangreiche Datensammlung sowie „konsequente Ausnutzung der rechtlichen Möglichkeiten im Bereich des Straf- und Gefahrenabwehrrechts“.
Vergleichbare Informationssysteme zur Überwachung rückfallgefährdeter Sexualstraftäter existieren in allen anderen deutschen Bundesländern.

## Kritik
Kritiker äußerten Zweifel, ob diese Programme über eine ausreichende Rechtsgrundlage verfügen und ob die Eingriffe in das informationelle Selbstbestimmungsrecht von Personen hinnehmbar sind, die nach Verbüßung einer Freiheitsstrafe in die Freiheit entlassen wurden. Das Verwaltungsgericht Freiburg verurteilte 2010 das Land Baden-Württemberg, eine entsprechende Überwachung des Klägers nicht mehr durchzuführen; für die jahrelange ununterbrochene Überwachung rund um die Uhr von – für rückfallgefährdet gehaltenen – Sexualstraftätern zum Zwecke der Verhinderung erneuter Sexualstraftaten fehlte laut Gericht in Baden-Württemberg eine Rechtsgrundlage. Dagegen wies das Verwaltungsgericht im nordrhein-westfälischen Aachen eine Klage gegen die Überwachung ab.